# Formule V8 3.5 2017
Navigation
2016
La Formule V8 3.5 2017 est la 2e et dernière saison du championnat de Formule V8 3.5. Comportant 18 courses réparties en 9 manches, elle démarre le 15 avril à Silverstone et se termine le 18 novembre à Sakhir. Il s'agit de la deuxième et dernière édition de Formule V8 3.5 (ex-Formule Renault 3.5 Series), au vu du faible nombre de participants.
Pour la première fois, le calendrier du championnat ne se limite pas qu'aux circuits européens, à la suite d'un accord avec le WEC.
Le Brésilien Pietro Fittipaldi, petit-fils du double-champion du monde de Formule 1 Emerson Fittipaldi, est sacré champion des pilotes. Son écurie Lotus remporte le championnat par équipes.

## Écuries et pilotes
Toutes les écuries disposent de châssis Dallara T12 équipés de moteurs V8 Zytek et chaussés de pneumatiques Michelin.
| Écurie                | No. | Pilote                  | Note | Manches |
| --------------------- | --- | ----------------------- | ---- | ------- |
| Lotus                 | 3   | René Binder             |      | Toutes  |
| Lotus                 | 4   | Pietro Fittipaldi       |      | Toutes  |
| SMP Racing with AVF   | 5   | Egor Orudzhev           |      | 1-8     |
| SMP Racing with AVF   | 5   | Konstantin Tereshchenko |      | 9       |
| SMP Racing with AVF   | 6   | Matevos Isaakyan        |      | Toutes  |
| Fortec Motorsport     | 7   | Alfonso Celis Jr.       |      | Toutes  |
| Fortec Motorsport     | 8   | Diego Menchaca          | R    | Toutes  |
| Teo Martín Motorsport | 9   | Konstantin Tereshchenko | R    | 1-8     |
| Teo Martín Motorsport | 10  | Nelson Mason            | R    | 1-5     |
| Teo Martín Motorsport | 10  | Álex Palou              | R    | 6-8     |
| RP Motorsport         | 11  | Roy Nissany             |      | Toutes  |
| RP Motorsport         | 12  | Yu Kanamaru             |      | Toutes  |
| RP Motorsport         | 21  | Damiano Fioravanti      | R    | 2-6     |
| RP Motorsport         | 21  | Tatiana Calderón        | R    | 9       |
| Il Barone Rampante    | 15  | Giuseppe Cipriani       |      | 1-8     |
| Il Barone Rampante    | 16  | Damiano Fioravanti      | R    | 1       |
| AVF                   | 17  | Henrique Chaves         | R    | 9       |

| Icône | Légende |
| ----- | --- |
| R     | Rookie (Pour être considéré comme rookie, un pilote ne doit pas avoir couru plus d'une manche en Formule V8 3.5 ou en GP2 avant 2017) |

## Calendrier
| Manche | Manche | Date         | Événement                         | Circuit                         | Lieu                 | Pays        |
| ------ | ------ | ------------ | --------------------------------- | ------------------------------- | -------------------- | ----------- |
| 1      | C1     | 15 avril     | 6 Heures de Silverstone           | Circuit de Silverstone          | Silverstone          | Royaume-Uni |
| 1      | C2     | 16 avril     | 6 Heures de Silverstone           | Circuit de Silverstone          | Silverstone          | Royaume-Uni |
| 2      | C1     | 5 mai        | 6 Heures de Spa                   | Circuit de Spa-Francorchamps    | Spa-Francorchamps    | Belgique    |
| 2      | C2     | 6 mai        | 6 Heures de Spa                   | Circuit de Spa-Francorchamps    | Spa-Francorchamps    | Belgique    |
| 3      | C1     | 13 mai       | 4 Heures de Monza                 | Autodromo Nazionale di Monza    | Monza                | Italie      |
| 3      | C2     | 14 mai       | 4 Heures de Monza                 | Autodromo Nazionale di Monza    | Monza                | Italie      |
| 4      | C1     | 27 mai       |                                   | Circuit permanent de Jerez      | Jerez de la Frontera | Espagne     |
| 4      | C2     | 28 mai       |                                   | Circuit permanent de Jerez      | Jerez de la Frontera | Espagne     |
| 5      | C1     | 24 juin      |                                   | Circuit Motorland Aragon        | Alcañiz              | Espagne     |
| 5      | C2     | 25 juin      |                                   | Circuit Motorland Aragon        | Alcañiz              | Espagne     |
| 6      | C1     | 15 juillet   | 6 Heures du Nürburgring           | Nürburgring                     | Nürburg              | Allemagne   |
| 6      | C2     | 16 juillet   | 6 Heures du Nürburgring           | Nürburgring                     | Nürburg              | Allemagne   |
| 7      | C1     | 2 septembre  | 6 Heures de Mexico                | Autodromo Hermanos Rodriguez    | Mexico               | Mexique     |
| 7      | C2     | 3 septembre  | 6 Heures de Mexico                | Autodromo Hermanos Rodriguez    | Mexico               | Mexique     |
| 8      | C1     | 15 septembre | 6 Heures du circuit des Amériques | Circuit des Amériques           | Austin               | États-Unis  |
| 8      | C2     | 16 septembre | 6 Heures du circuit des Amériques | Circuit des Amériques           | Austin               | États-Unis  |
| 9      | C1     | 17 novembre  | 6 Heures de Bahreïn               | Circuit international de Sakhir | Sakhir               | Bahreïn     |
| 9      | C2     | 18 novembre  | 6 Heures de Bahreïn               | Circuit international de Sakhir | Sakhir               | Bahreïn     |

## Résultats
| Manche | Manche | Circuit                         | Pole position     | Meilleur tour     | Pilote vainqueur  | Écurie gagnante       |
| ------ | ------ | ------------------------------- | ----------------- | ----------------- | ----------------- | --------------------- |
| 1      | C1     | Circuit de Silverstone          | Pietro Fittipaldi | Alfonso Celis Jr. | Pietro Fittipaldi | Lotus                 |
| 1      | C2     | Circuit de Silverstone          | Pietro Fittipaldi | Nelson Mason      | Pietro Fittipaldi | Lotus                 |
| 2      | C1     | Circuit de Spa-Francorchamps    | Alfonso Celis Jr. | Roy Nissany       | Alfonso Celis Jr. | Fortec Motorsport     |
| 2      | C2     | Circuit de Spa-Francorchamps    | Pietro Fittipaldi | Matevos Isaakyan  | Matevos Isaakyan  | SMP Racing with AVF   |
| 3      | C1     | Autodromo Nazionale Monza       | Pietro Fittipaldi | Pietro Fittipaldi | René Binder       | Lotus                 |
| 3      | C2     | Autodromo Nazionale Monza       | Pietro Fittipaldi | Roy Nissany       | René Binder       | Lotus                 |
| 4      | C1     | Circuit permanent de Jerez      | Egor Orudzhev     | Egor Orudzhev     | Roy Nissany       | RP Motorsport         |
| 4      | C2     | Circuit permanent de Jerez      | Pietro Fittipaldi | Pietro Fittipaldi | Pietro Fittipaldi | Lotus                 |
| 5      | C1     | Ciudad del Motor de Aragón      | Pietro Fittipaldi | Egor Orudzhev     | Egor Orudzhev     | SMP Racing with AVF   |
| 5      | C2     | Ciudad del Motor de Aragón      | Pietro Fittipaldi | Alfonso Celis Jr. | Pietro Fittipaldi | Lotus                 |
| 6      | C1     | Nürburgring                     | Álex Palou        | Matevos Isaakyan  | Matevos Isaakyan  | SMP Racing with AVF   |
| 6      | C2     | Nürburgring                     | Álex Palou        | Álex Palou        | Álex Palou        | Teo Martín Motorsport |
| 7      | C1     | Autodromo Hermanos Rodriguez    | Pietro Fittipaldi | Matevos Isaakyan  | Pietro Fittipaldi | Lotus                 |
| 7      | C2     | Autodromo Hermanos Rodriguez    | Pietro Fittipaldi | Matevos Isaakyan  | Pietro Fittipaldi | Lotus                 |
| 8      | C1     | Circuit des Amériques           | René Binder       | René Binder       | René Binder       | Lotus                 |
| 8      | C2     | Circuit des Amériques           | Álex Palou        | René Binder       | Egor Orudzhev     | SMP Racing with AVF   |
| 9      | C1     | Circuit international de Sakhir | Matevos Isaakyan  | Henrique Chaves   | Henrique Chaves   | AVF                   |
| 9      | C2     | Circuit international de Sakhir | René Binder       | Yu Kanamaru       | René Binder       | Lotus                 |

## Classements de la saison 2017
Système de points
Les points de la course sont attribués aux 10 premiers pilotes classés. Aucun point n'est attribué pour la pole position ni pour le meilleur tour en course. Ce système d'attribution des points est utilisé pour chaque course du championnat.
| Position | 1er | 2e | 3e | 4e | 5e | 6e | 7e | 8e | 9e | 10e |
| Points   | 25  | 18 | 15 | 12 | 10 | 8  | 6  | 4  | 2  | 1   |

### Classement des pilotes
| Pos. | Pilote                  | SIL  | SIL  | SPA  | SPA | MON  | MON  | JER  | JER  | ARA  | ARA  | NUR | NUR  | MEX  | MEX  | AUS  | AUS  | SAK | SAK  | Points |
| ---- | ----------------------- | ---- | ---- | ---- | --- | ---- | ---- | ---- | ---- | ---- | ---- | --- | ---- | ---- | ---- | ---- | ---- | --- | ---- | ------ |
| 1    | Pietro Fittipaldi       | 1    | 1    | 8    | 6   | 9    | 4    | 2    | 1    | Abd. | 1    | 7   | 6    | 1    | 1    | 3    | Abd. | 2   | 2    | 259    |
| 2    | Matevos Isaakyan        | 4    | Abd. | Abd. | 1   | 3    | 5    | 3    | 3    | 2    | 5    | 1   | 2    | 2    | 4    | 4    | 6    | NC  | 9    | 215    |
| 3    | Alfonso Celis Jr.       | 3    | 6    | 1    | 3   | 4    | Abd. | 6    | 4    | 3    | 2    | 2   | 8    | 5    | 2    | 8    | 5    | 6   | 8    | 204    |
| 4    | René Binder             | 5    | 4    | 6    | 2   | 1    | 1    | 4    | 5    | 5    | Abd. | 6   | 9    | 6    | Abd. | 1    | 10   | 9   | 1    | 201    |
| 5    | Roy Nissany             | Abd. | 3    | 2    | 4   | 2    | 2    | 1    | Abd. | 4    | 6    | 4   | 5    | 9    | 8    | 6    | 4    | 3   | 4    | 201    |
| 6    | Egor Orudzhev           | 2    | 2    | 3    | 7   | 5    | Abd. | Abd. | 2    | 1    | 3    | 3   | 3    | Abd. | Abd. | 2    | 1    |     |      | 198    |
| 7    | Yu Kanamaru             | 10   | Abd. | 5    | 8   | Abd. | 3    | 7    | 10   | 7    | 4    | 5   | 7    | 7    | 7    | 7    | 7    | 4   | 6    | 115    |
| 8    | Konstantin Tereshchenko | 8    | 5    | 10   | 11  | 8    | 7    | 8    | 7    | 6    | Abd. | 9   | 4    | 4    | 3    | Abd. | 8    | 7   | Abd. | 94     |
| 9    | Diego Menchaca          | 9    | 7    | 4    | 5   | 7    | NP   | 9    | 9    | 9    | 7    | 8   | 10   | 8    | 5    | 9    | 3    | 8   | 7    | 94     |
| 10   | Álex Palou              |      |      |      |     |      |      |      |      |      |      | 11  | 1    | 3    | Abd. | 5    | 2    |     |      | 68     |
| 11   | Nelson Mason            | 7    | Abd. | 9    | 9   | 6    | 6    | 5    | 8    | NP   | 9    |     |      |      |      |      |      |     |      | 42     |
| 12   | Damiano Fioravanti      | 6    | 8    | 7    | 10  | Abd. | Abd. | Abd. | 6    | 8    | 8    | 10  | Abd. |      |      |      |      |     |      | 36     |
| 13   | Henrique Chaves         |      |      |      |     |      |      |      |      |      |      |     |      |      |      |      |      | 1   | 5    | 35     |
| 14   | Tatiana Calderón        |      |      |      |     |      |      |      |      |      |      |     |      |      |      |      |      | 5   | 3    | 25     |
| 15   | Giuseppe Cipriani       | 11   | 9    | Abd. | 12  | 10   | 8    | 10   | Abd. | 10   | 10   | 12  | Abd. | 10   | 6    | Abd. | 9†   |     |      | 21     |
| Pos. | Pilote                  | SIL  | SIL  | SPA  | SPA | MON  | MON  | ARA  | ARA  | JER  | JER  | NUR | NUR  | MEX  | MEX  | AUS  | AUS  | SAK | SAK  | Points |

| Couleur | Résultat          |
| ------- | ----------------- |
| Or      | Vainqueur         |
| Argent  | 2e place          |
| Bronze  | 3e place          |
| Vert    | Dans les points   |
| Bleu    | Hors des points   |
| Violet  | Abandon (Abd.)    |
| Noire   | Disqualifié (DSQ) |
| Blanc   | Non partant (NP)  |
| Vide    | Non participant   |

### Classement des écuries
| Pos. | Écurie                | SIL  | SIL  | SPA  | SPA | MON  | MON  | JER  | JER  | ARA  | ARA  | NUR | NUR  | MEX  | MEX  | AUS  | AUS  | SAK | SAK  | Points |
| ---- | --------------------- | ---- | ---- | ---- | --- | ---- | ---- | ---- | ---- | ---- | ---- | --- | ---- | ---- | ---- | ---- | ---- | --- | ---- | ------ |
| 1    | Lotus                 | 1    | 1    | 6    | 2   | 1    | 1    | 2    | 1    | 5    | 1    | 6   | 6    | 1    | 1    | 1    | 10   | 2   | 1    | 460    |
| 1    | Lotus                 | 5    | 4    | 8    | 6   | 9    | 4    | 4    | 4    | Abd. | Abd. | 7   | 9    | 6    | Abd. | 3    | Abd. | 9   | 2    | 460    |
| 2    | SMP Racing with AVF   | 2    | 2    | 3    | 1   | 3    | 5    | 3    | 2    | 1    | 3    | 1   | 2    | 2    | 4    | 2    | 1    | 7   | 9    | 419    |
| 2    | SMP Racing with AVF   | 4    | Abd. | Abd. | 7   | 5    | Abd. | Abd. | 3    | 2    | 5    | 3   | 3    | Abd. | Abd. | 4    | 6    | NC  | Abd. | 419    |
| 3    | RP Motorsport         | 10   | 3    | 2    | 4   | 2    | 2    | 1    | 6    | 4    | 4    | 4   | 5    | 7    | 7    | 6    | 4    | 3   | 3    | 313    |
| 3    | RP Motorsport         | Abd. | Abd. | 5    | 8   | Abd. | 3    | 7    | 10   | 7    | 6    | 5   | 7    | 9    | 8    | 7    | 7    | 4   | 4    | 313    |
| 4    | Fortec Motorsport     | 3    | 6    | 1    | 3   | 4    | Abd. | 6    | 4    | 3    | 2    | 2   | 8    | 5    | 2    | 8    | 3    | 6   | 7    | 305    |
| 4    | Fortec Motorsport     | 9    | 7    | 4    | 5   | 7    | NP   | 9    | 9    | 9    | 7    | 8   | 10   | 8    | 5    | 9    | 5    | 8   | 8    | 305    |
| 5    | Teo Martín Motorsport | 7    | 5    | 9    | 9   | 6    | 6    | 5    | 7    | 6    | 9    | 9   | 1    | 3    | 3    | 5    | 2    |     |      | 198    |
| 5    | Teo Martín Motorsport | 8    | Abd. | 10   | 11  | 8    | 7    | 8    | 8    | NP   | Abd. | 11  | 4    | 4    | Abd. | Abd. | 8    |     |      | 198    |
| 6    | AVF                   |      |      |      |     |      |      |      |      |      |      |     |      |      |      |      |      | 1   | 5    | 35     |
| 7    | Il Barone Rampante    | 6    | 8    | Abd. | 12  | 10   | 8    | 10   | Abd. | 10   | 10   | 12  | Abd. | 10   | 6    | Abd. | 9†   |     |      | 33     |
| 7    | Il Barone Rampante    | 11   | 9    |      |     |      |      |      |      |      |      |     |      |      |      |      |      |     |      | 33     |
| Pos. | Écurie                | SIL  | SIL  | SPA  | SPA | MON  | MON  | ARA  | ARA  | JER  | JER  | NUR | NUR  | MEX  | MEX  | AUS  | AUS  | SAK | SAK  | Points |